# Белмон де ла Лоар
Белмон де ла Лоар (фр. Belmont-de-la-Loire) насеље је и општина у источној Француској у региону Рона-Алпи, у департману Лоара која припада префектури Роан.
По подацима из 2011. године у општини је живело 1550 становника, а густина насељености је износила 65,37 становника/km². Општина се простире на површини од 23,71 km². Налази се на средњој надморској висини од 525 метара (максималној 822 m, а минималној 402 m).

## Демографија
| 1962. | 1968. | 1975. | 1982. | 1990. | 1999. | 2011. |
| ----- | ----- | ----- | ----- | ----- | ----- | ----- |
| 1.496 | 1.659 | 1.653 | 1.567 | 1.528 | 1.501 | 1.550 |

График промене броја становника у току последњих година